# Villanueva de San Carlos (kommunhuvudort)
Villanueva de San Carlos är en kommunhuvudort i Spanien.   Den ligger i provinsen Provincia de Ciudad Real och regionen Kastilien-La Mancha, i den centrala delen av landet, 200 km söder om huvudstaden Madrid. Villanueva de San Carlos ligger 656 meter över havet och antalet invånare är 414.
Terrängen runt Villanueva de San Carlos är lite kuperad. Runt Villanueva de San Carlos är det glesbefolkat, med 10 invånare per kvadratkilometer. Närmaste större samhälle är Puertollano, 18,7 km väster om Villanueva de San Carlos. Omgivningarna runt Villanueva de San Carlos är i huvudsak ett öppet busklandskap.